# Mantiphaga
Mantiphaga is een geslacht van vliesvleugeligen uit de familie Torymidae. De wetenschappelijke naam van dit geslacht is voor het eerst geldig gepubliceerd in 1955 door Ferrière.

## Soorten
Het geslacht Mantiphaga omvat de volgende soorten:
- Mantiphaga apperti (Risbec, 1954)
- Mantiphaga bekiliensis (Risbec, 1956)
- Mantiphaga capensis Ferrière, 1958
- Mantiphaga gongylusae (Risbec, 1951)
- Mantiphaga hoplocoryphae (Risbec, 1951)
- Mantiphaga pseudocreobotrae (Risbec, 1951)